# Südlicher Rofenbergkopf
De Südliche Rofenbergkopf is een 3229 meter hoge bergtop in de Ötztaler Alpen in het Oostenrijkse Tirol.
De berg ligt in de Weißkam en is qua hoogte de op een na hoogste van de Rofenbergköpfe. De berg wordt soms ook wel Mittlere Rofenbergkopf genoemd, maar met de Mittlere Rofenbergkopf wordt veelal de lagere oostelijke top bedoeld. Naar het zuidoosten ligt de 3279 meter hoge Westlicher Rofenbergkopf, die in feite verder naar het zuiden gelegen is dan de Südliche Rofenbergkopf. Een beklimming naar de top van de berg begint vaak bij de berghut Schutzhaus zur schönen Aussicht (Rifugio Bella Vista, 2842 meter) in Zuid-Tirol.